# Liste der Kulturdenkmale in Böhmenkirch

Wappen von Böhmenkirch

In der Liste der Kulturdenkmale in Böhmenkirch werden unbeweglichen Bau- und Kunstdenkmale in Böhmenkirch aufgelistet. Diese Liste ist noch unvollständig.

## Allgemein
- Bild: Zeigt ein ausgewähltes Bild aus Commons, „Weitere Bilder“ verweist auf die Bilder im Medienarchiv Wikimedia Commons.
- Bezeichnung: Nennt den Namen, die Bezeichnung oder die Art des Kulturdenkmals.
- Lage: Straßenname und Hausnummer oder Flurstücknummer des Kulturdenkmals, gegebenenfalls auch den Ortsteil. Die Grundsortierung der Liste erfolgt nach dieser Adresse. Der Link (Karte) führt zu verschiedenen Kartendiensten mit der Position des Kulturdenkmals. Fehlt dieser Link, wurden die Koordinaten noch nicht eingetragen. Sind diese bekannt, können sie über ein Tool mit einer Kartenansicht einfach nachgetragen werden. In dieser Kartenansicht sind Kulturdenkmale ohne Koordinaten mit einem roten bzw. orangen Marker dargestellt und können durch Verschieben auf die richtige Position in der Karte mit Koordinaten versehen werden. Kulturdenkmale ohne Bild sind an einem blauen bzw. roten Marker erkennbar.
- Datierung: Baubeginn, Fertigstellung, Datum der Erstnennung oder grobe zeitliche Einordnung entsprechend des Eintrags in der zuständigen Denkmaldatenbank (Landesamt für Denkmalpflege Baden-Württemberg).
- Beschreibung: Kurzcharakteristik des Kulturdenkmals.

## Liste
| Bild           | Bezeichnung                                    | Lage                                                                         | Datierung                  | Beschreibung | ID |
| -------------- | ---------------------------------------------- | ---------------------------------------------------------------------------- | -------------------------- | --- | -- |
|                | Katholische Pfarrkirche                        | Kirchstraße 3 (Karte)                                                        | 1843–46                    | Die katholische Pfarrkirche befindet sich südwestlich des historischen Kerns des Ortes Böhmenkirch. Sie wurde erbaut von L. Foltz. Geschützt nach § 2 DSchG                                                            | BW |
|                | Kapelle St. Patriz mit Stationsweg             | St. Patriz 1 (Karte)                                                         | 1732/33, Kreuzweg von 1905 | Die Kapelle St. Patriz mit Stationsweg befindet sich nordöstlich von Böhmenkirch an der Straße nach Heidhöfe. Geschützt nach § 2 DSchG                                                                                 | BW |
| Weitere Bilder | Mordloch-Höhle                                 | Steinenkirch, Flur Mordloch (Karte)                                          |                            | Die Karsthöhle mit dem Namen Mordloch-Höhle befindet sich westlich von Steinkirchen. Es handelt sich mit 4320 Meter um die zweitlängste Höhle in der Schwäbischen Alb. Geschützt nach § 2 DSchG                        |    |
| Weitere Bilder | Ruine Ravenstein mit ehemaligem Wirtschaftshof | Steinenkirch, Ravenstein 1, 2, 4 (Flstnr. 222, 229, 285/1, 286, 287) (Karte) | 1140                       | Die Ruine Ravenstein mit ehemaligem Wirtschaftshof befindet sich nordwestlich des Ortes Steinkirchen auf einem Felssporn über dem Eybtal. Es sind nur noch wenige Reste der Gebäude sichtbar. Geschützt nach § 2 DSchG |    |
|                | Burgen auf dem Roggenstein und dem Lochfelsen  | Steinenkirch, Flur Roggenstein und Lochfelsen (Flstnr. 711) (Karte)          | Zwischen 1155 und 1281     | Die Burgen auf dem Roggenstein und dem Lochfelsen befinden sich südwestlich des Ortes Steinkirchen. Sie sind dicht aneinander gebaut. Geschützt nach § 2 DSchG                                                         | BW |
|                | Obere Roggenmühle                              | Steinenkirch, Obere Roggenmühle 1, 3 (Karte)                                 | 16./17. Jahrhundert        | Die obere Roggenmühle befindet sich südwestlich von Böhmenkirch an der Eyb. Geschützt nach § 2 DSchG | BW |
| Weitere Bilder | Katholische Pfarrkirche St. Vitus mit Pfarrhof | Treffelhausen, St. Vitus-Straße 39, 41 (Karte)                               | 1865/71                    | Die katholische Pfarrkirche St. Vitus mit Pfarrhof befindet sich am südlichen Ortsrand von Treffelhausen. Geschützt nach §§ 2, 28 DSchG                                                                                |    |